# ニューポート (ワイト島)
ニューポート （Newport）は、イギリス南岸にあるワイト島のシビル・パリッシュおよびカウンティ・タウン。まちは島の中心からわずか北寄りに位置し、メディナ川の航行可能な場所の先端にある。メディナ川は北へ流れソレント海峡に注ぐ。まちのメディナ河岸には埠頭がある。

## 歴史

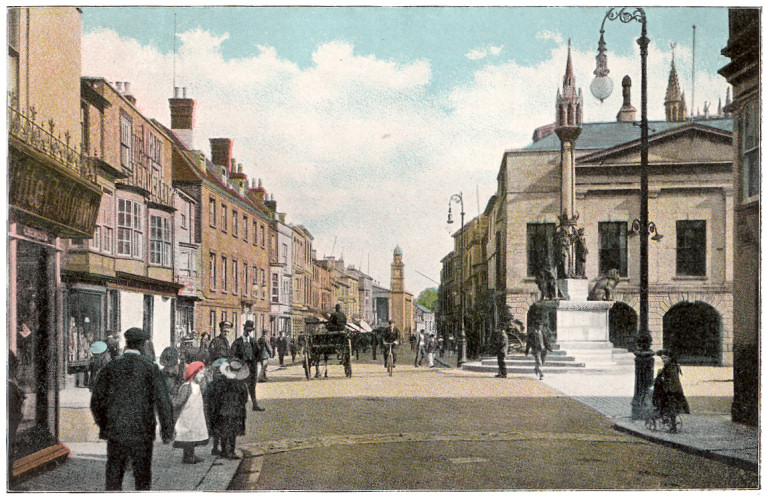
1910年代のニューポート、ハイストリート

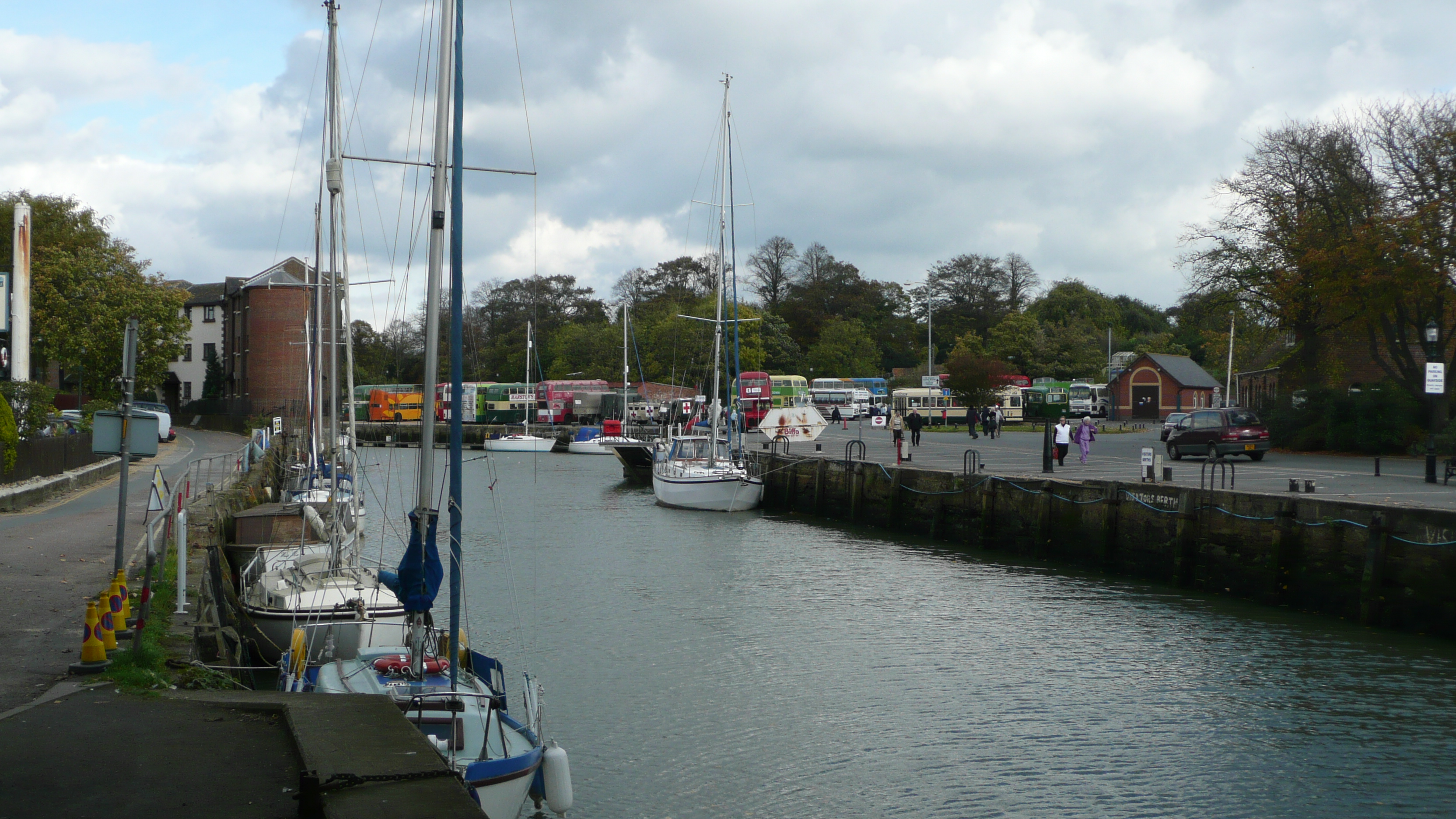
埠頭

ニューポート一帯にはローマ時代の定住地があった証がある。そこはおそらくメディナの名で知られ、そこには2つのローマ時代のヴィッラが含まれていた。1つはニューポート・ローマン・ヴィッラで、発掘されて一般公開されている。
ここは、ノルマン征服後の12世紀に最初の憲章が授けられるまでわずかに使用されていた。1377年、ヒュー・ティリル卿が守るカリスブルック城の攻略を狙ってフランスの勢力が侵略しまちの大半が焼失した。フランス軍の部隊が捕らえられて殺害され、彼らは死後に墳墓に埋葬された。のちにこの墳墓はノッディーズ・ヒル（Noddies Hill、noddyとは中世の俗語で死体を指す）と呼ばれた。後世になって言葉が変化しノドヒル（Nodehill）と呼ばれた。現在ノドヒルはニューポート中心部の一部となっている。一帯が平坦であるためにこの名称は多くの混乱を招いている。
1648年、チャールズ1世と議会の代表たちが、清教徒革命（イングランド内戦）で妥協をはかりニューポート条約を結んだ。このときチャールズ1世とフランスとの交渉、そして王に替わってスコットランドが介入したことで王と議会の関係は損なわれていた。ニューポート条約は、プレストンの戦いでスコットランド軍を破って帰還したオリバー・クロムウェルが拒絶した。こうしてチャールズ1世の処刑に状勢は向かっていった。
ニューポートのまちは1608年にバラとなった。海に近い貿易地帯とみなされるまちの位置は、島の中心地としての機能を急速にカリスブルックから引き継ぐこととなり、その後はカリスブルックを郊外のまちとして吸収していった。バラは、より大きなバラ・オブ・メディナが誕生した1974年に消滅したが、1995年にワイト島全体をカバーする単一のユニタリー・オーソリティーにとって変わった。
近年のニューポートは様々な変化を受け入れている。2つのショッピングセンター、まちの最近の開発努力を証明する全ての新しい道路である。ニューポート埠頭も再開発され、アート・ギャラリーや、古い倉庫を転用した新しいアパートが生まれている。

## 地理

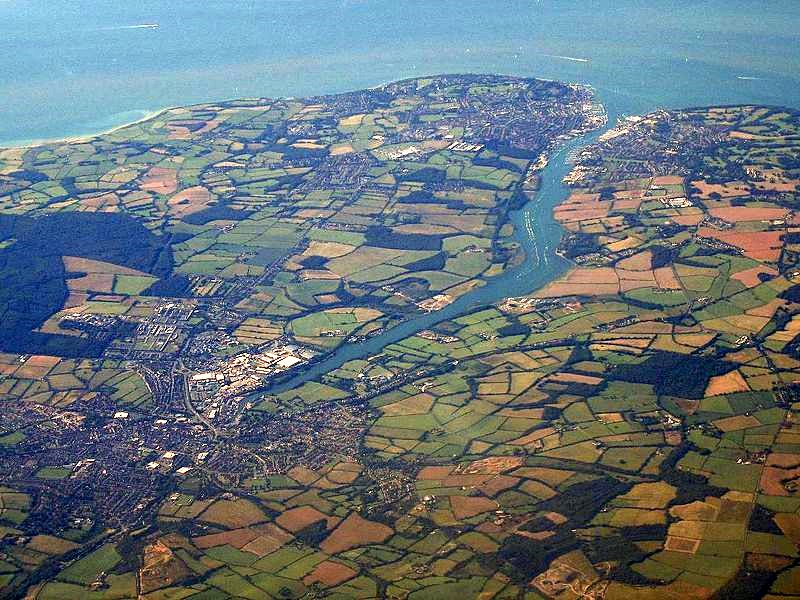
川上にあるのがニューポート、河口のまちはカウズ

ニューポートはワイト島第一のまちである。陸上交通は島内の全ての主要なまちとニューポートを結んでおり、商業中心地であり島の公共サービスの場所でもある。
ニューポート駅は20世紀半ばまで島の鉄道網の中心地であった。駅は1966年に閉鎖され、現在駅のあった場所はA3054道の中央分離帯となっている。
ニューポートに最も近い都市は、およそ13マイル北東のイギリス本土にあるポーツマスである。島内ならば北東にあるライド、サンダウン、東にあるシャンクリン、北にあるカウズである。
メディナ川はニューポートのまちを流れ、ニューポート埠頭のルークリー・ブルックとの合流点の北が、潮の満ち引きによって航行可能な河口となる。

## 刑務所
まちのパークハースト地区には刑務所が2箇所ある。悪名高いパークハースト刑務所と、オールバニ刑務所で、イギリス国内最大の刑務所である。パークハースト刑務所とオールバニ刑務所は、かつて国内でもわずかしかない最も監視の厳しい刑務所であった。キャンプ・ヒル刑務所は2013年に閉鎖されている。

## 文化
メディナ川東岸にあるシークローズ公園は、2002年から復活したワイト島音楽祭の会場となっている。
ニューポートには郵便記念館がある。世界中のヴィンテージの郵便機器、郵便ポストのおそらく個人として最大級のコレクションを持つ。
セント・ジョージズ・パークは、サッカークラブ、ニューポートFCのホームグラウンドである。現在のニューポートFCはウェセックス・リーグでプレイしている。ワイト島カウンティ・クリケット・グラウンドは、まち郊外のニュークローズにある。

## 政治
中世からバラ・オブ・ニューポート選挙区は庶民院に2議席を持っていた。1807年から1811年の間、バラ・オブ・ニューポート選挙区は2人の未来の首相を送り出していた。1人は初代ウェリントン公となるアーサー・ウェルズリーである。もう1人はパーマストン子爵ヘンリー・ジョン・テンプルである。パーマストンの亡き父が自らのアイルランド貴族称号を連合王国貴族に変えようと企み失敗したことで、庶民院に若い政治家が議席を持つことが可能となった。
バラは1820年代にも別の2人の未来の首相を選出していた。ジョージ・カニングは1827年に首相を拝命した当時、ニューポート選出の庶民院議員だった。しかし当時の法律では、首相職を受諾すると自動的に自らの議席を失い、庶民院に再出馬しなければならないため、カニングはニューポート選挙区から再出馬せずサセックスのシーフォード選挙区から出馬した。しかし、この補欠選挙でニューポートで選出されたのが、ウィリアム・ラム、未来のメルバーン子爵であった。彼の父親も1790年代にニューポート選出の庶民院議員であった。ラムがニューポート選出議員であったのはわずか2週間であった。彼はブレチングリー選挙区からも立候補しており、ブレチングリー選挙区の議席を選んだのである。
1867年、ニューポート選挙区は2議席から1議席に減らされ、独立した選挙区としては1885年に廃止された。現在ニューポートは、ワイト島選挙区の一部となっている。

## 著名な関係者
- エリザベス・ステュアート（1635年 - 1650年） - チャールズ1世の子。議会軍の捕虜となって14歳で早世。ニューポートのセント・トーマス教会に埋葬されている。
- ケリー・サザートン